# Sanetomo Minamoto
Sanetomo Minamoto (jap. 源実朝 Minamoto Sanetomo; ur. 17 września 1192, zm. 13 lutego 1219) – dziewiąty siogun w Japonii, trzeci siogunatu Kamakura i ostatni przywódca klanu Minamoto.
Sanetomo był drugim synem założyciela siogunatu Kamakura, Yoritomo Minamoto. Jego matką była Masako Hōjō, a starszym bratem – drugi siogun siogunatu Kamakura, Yori'ie Minamoto. W dzieciństwie nazywano go Senman.

## Życiorys
Po śmierci ojca Sanetomo w 1199, jego dziadek, Tokimasa Hōjō, dążył do zagarnięcia całej władzy politycznej i wojskowej.
Yori'ie Minamoto, starszy brat Sanetomo, odziedziczył tytuł sioguna w 1202, ale już po roku został pozbawiony tytułu i umieszczony w areszcie domowym za spiskowanie przeciwko klanowi Hōjō. Wkrótce potem, w 1203, Sanetomo został głową klanu Minamoto, a zarazem mianowany siogunem. W następnym roku Yori'ie został zamordowany przez Hōjō.
Sanetomo był marionetką swojej matki, Masako Hōjō, która wykorzystywała go w swojej wojnie przeciw Tokimasie Hōjō. Tokimasa wiele razy starał się odsunąć od władzy swego wnuka (pierwszy raz w 1205), co spowodowało, że Sanetomo obawiał się o swoje życie przez resztę swych dni.
Sanetomo, świadomy własnej bezsilności w stosunku do klanu Hōjō i chcąc uniknąć losu starszego brata, cały swój talent i energię włożył w pisanie poezji, zatrzymując pusty tytuł i zajmując kolejne stanowiska na bezsilnym, choć pełnym ceremoniału dworze cesarskim.
Sanetomo był poetą (różnie ocenianym). Pomiędzy 17 a 22 rokiem życia napisał ponad 700 wierszy, w czasie, gdy uczył go Teika Fujiwara. Jeden z jego wierszy znalazł się nawet w antologii Ogura Hyakunin-isshu ("100 poematów napisanych przez 100 poetów"), znakomitym zbiorze wierszy wczesnego okresu Heian i Kamakura.
W 1218 r. Sanetomo otrzymał jeden w głównych urzędów, ministra prawej strony.
Nękany lękiem przed zabójstwem popadł w obłęd i alkoholizm (mnich Eisai starał się mu pomóc, zastępując alkohol herbatą).

## Zamach

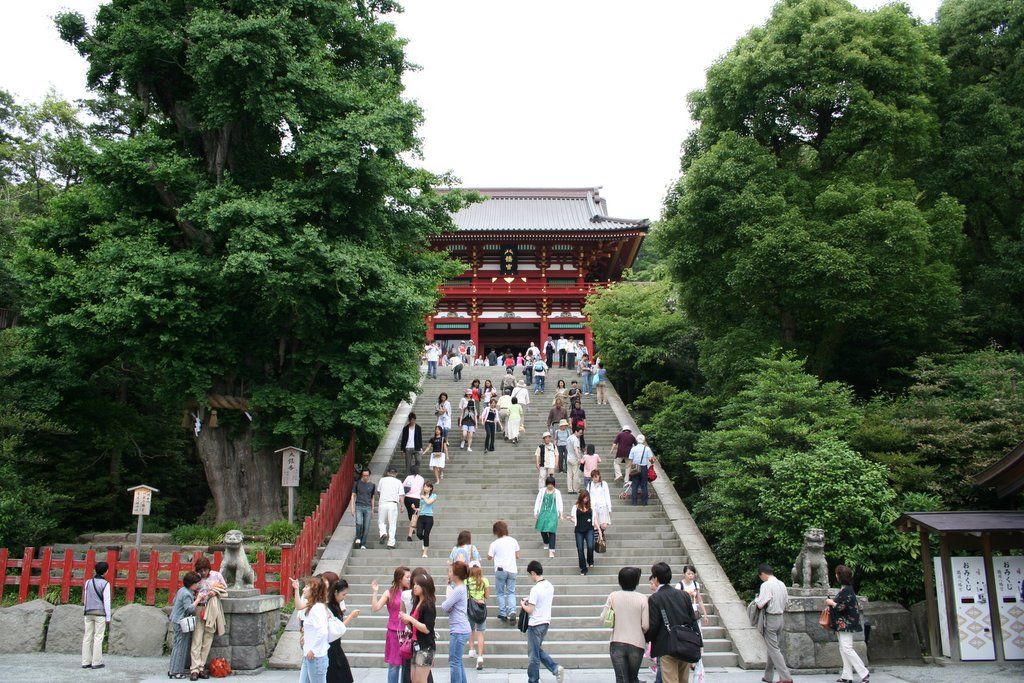
Schody w Tsurugaoka Hachiman-gu w Kamakura – miejsce zamachu na Sanetomo

Wieczorem 12 lutego 1219, Sanetomo schodził po schodach świątyni Tsurugaoka Hachiman-gu po uroczystościach z okazji objęcia przez niego urzędu ministra prawej strony. Nagle, pojawił się tam jego siostrzeniec, Yoshinari Minamoto, syn drugiego sioguna Yori'ie Minamoto, zaatakował go i zamordował. Za zbrodnię tę został ścięty parę godzin później. To spowodowało, że wygasła główna linia klanu Minamoto, Seiwa-Genji.

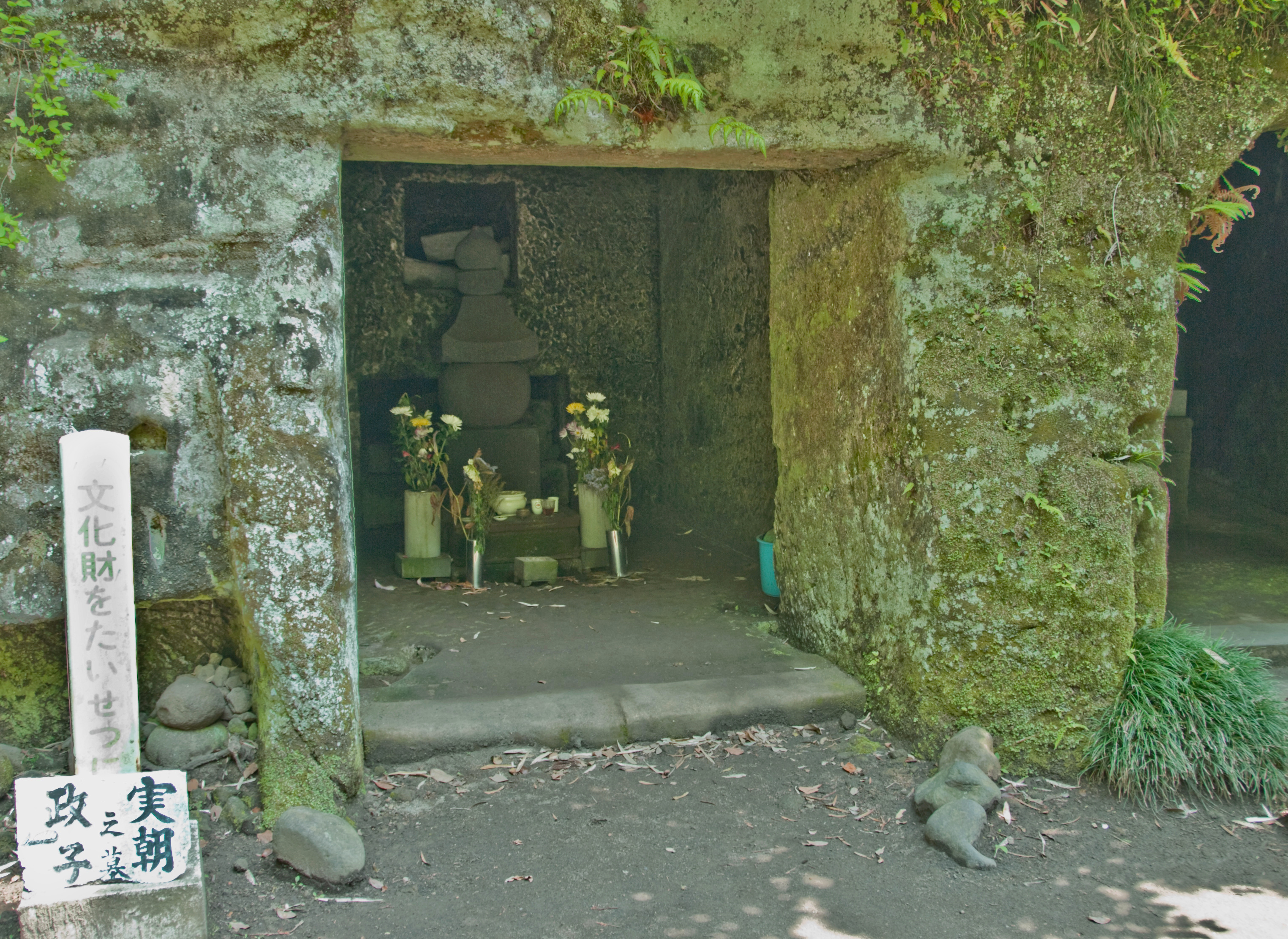
Grobowiec Sanetomo na cmentarzu Jufuku-ji w Kamakurze

## ErybakufuSanetomo
- Kennin (1201–1204)
- Genkyū (1204–1206)
- Ken’ei (1206–1207)
- Jōgen (1207–1211)
- Kenryaku (1211–1213)
- Kenpō (1213–1219)
- Jōkyū (1219–1222)